# Gallants
Gallants is een gemeente (town) in de Canadese provincie Newfoundland en Labrador. De plaats ligt in het westen van het eiland Newfoundland. 

## Geschiedenis
In 1966 werd het dorp een gemeente met de status van local government community (LGC). In 1980 werden LGC's op basis van The Municipalities Act als bestuursvorm afgeschaft. De gemeente werd daarop automatisch een community om een aantal jaren later uiteindelijk een town te worden.

## Geografie
Gallants ligt in het dunbevolkte binnenland van West-Newfoundland. Het bevindt zich aan de samenvloeiing van twee rivieren in het dichtbeboste gebied tussen Corner Brook en Stephenville. De dichtstbij gelegen plaats is het ruim 3 km noordoostelijker gelegen gehucht George's Lake. 
De plaats is bereikbaar via provinciale route 402, een 9 km lange aftakking van de ten oosten van Gallants gelegen Trans-Canada Highway (Route 1).

## Demografie
Met 50 inwoners was Gallants in 2016 de op twee na kleinste gemeente van Newfoundland en Labrador.
- Bron: Statistics Canada (1971–1986[3], 1991–1996[4], 2001–2006[5], 2011–2016[6], 2021[7])